# Okzitanische Täler

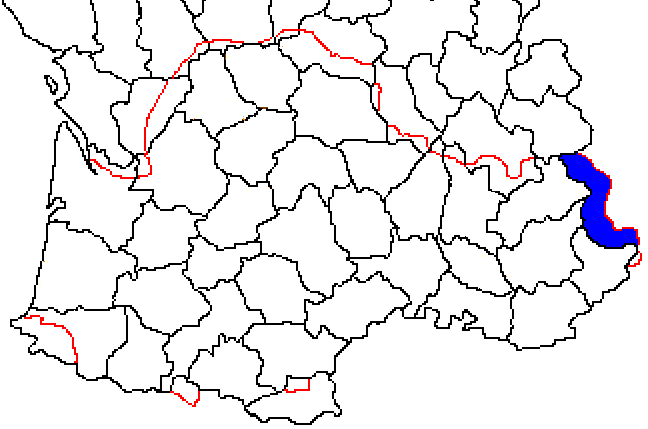
Lokalisierung der okzitanischen Täler (blaue Zone) innerhalb Okzitaniens (rote Linie)

Die okzitanischen Täler (okzitanisch Valadas occitanas, italienisch: Valli occitane) des Piemonts sind eine Reihe von Alpentälern auf italienischem Territorium, in denen neben Italienisch und Piemontesisch auch Okzitanisch (genauer: Alpinprovenzalisch) gesprochen wird. Sie erstrecken sich entlang der italienisch-französischen Grenze in der Metropolitanstadt Turin, der Provinz Cuneo und teilweise in der Provinz Imperia (Ligurien). Neben Italienisch, das von der Gesamtbevölkerung gesprochen wird, beherrschen 49,5 % der Bevölkerung Okzitanisch. Darüber hinaus sind 65,1 % der Bevölkerung der piemontesischen Sprache mächtig.

## Geografie
Die okzitanischen Täler bilden ein Gebiet von ca. 4.500 km² mit 174.476 Einwohnern (Juli 2013). Es handelt sich dabei um ein orografisch komplexes Gebiet: viele parallel verlaufende Täler, die in westlicher Richtung aufsteigen und durch Gebirgsketten voneinander getrennt sind. So gestalten sich der Austausch und die Kommunikation zwischen den Tälern schwierig, jedoch ist ein jedes von ihnen leicht über die Po-Ebene zu erreichen. Die Poebene bildet zugleich die Grenze des okzitanischsprachigen Gebiets. Gleichwohl entwickelten die Täler dank der beiden Pässe Colle della Maddalena (franz. Col de Larche) und Colle del Monginevro (franz. Col de Montgenèvre) durch die Jahrhunderte enge Beziehungen zum großen okzitanischen Sprachgebiet, das sich von Nordkatalonien über das gesamte Gebiet Südfrankreichs erstreckt.

## Sprache
Das in den piemontesischen Tälern gesprochene Okzitanisch gehört zu den vivaro-alpinen (auch Alpinprovenzalisch oder gavot genannten) Varietäten. Es ähnelt sehr stark den okzitanischen Varietäten der provenzalischen Alpen.
Okzitanisch wird nicht in allen Tälern des Piemonts gesprochen. Das Locanatal und das Lanzotal bilden mit dem Aostatal das frankoprovenzalische Sprachgebiet. Der linguistische Grenzverlauf befindet sich im Susatal, welches somit eine besondere Stellung einnimmt. Im Hochtal des Susatals wird Okzitanisch gesprochen, im unteren Tal, einschließlich Susa, Frankoprovenzalisch. Somit hat das Susatal die Eigenschaft fünfsprachig zu sein (Okzitanisch im Hochtal, Frankoprovenzalisch im unteren Tal, Piemontesisch in den größeren Städten, Französisch in Susa, und generell Italienisch).